# ロベルト・マローン
ロベルト・マローン（Roberto Malone、1956年10月31日 - ）は、イタリア・トリノ出身のポルノ男優である。
1980年代からイタリア他ヨーロッパ各国のポルノ映画に出演し、1990年代までマリオ・サリエリ監督の作品の多くで主演している。
そのため、ザラ・ホワイツ、セレン、アンジェリカ・ベラなどの時代を代表する有名ポルノ女優との共演も多い。
1980年代前半まではハンサムで清潔な感じのする美男子であったが、1990年代に入って段段と太り始め、髭面となって熊のような体型となっている。
2004年にヨーロピアンXアワードでイタリアのベストアクターに選ばれている。